# Ajgesjat, Armavir
Ajgesjat är en ort i Armenien.   Den ligger i provinsen Armavir, i den västra delen av landet, 40 km väster om huvudstaden Jerevan. Ajgesjat ligger 859 meter över havet och antalet invånare är 1 606.
Terrängen runt Ajgesjat är platt, och sluttar österut. Närmaste större samhälle är Armavir, 8,8 km norr om Ajgesjat.